# Hermann Böckel
Hermann Böckel (Bellersheim, 13 de setembro de 1894 — Mogúncia, 2 de fevereiro de 1984) foi um oficial alemão que serviu durante a Segunda Guerra Mundial. Foi condecorado com a Cruz de Cavaleiro da Cruz de Ferro.

## Carreira

### Patentes
Oberst der Reserve

### Condecorações
| Cruz de Ferro 2ª Classe                                 |
| Cruz de Ferro 1ª Classe                                 |
| Cruz de Cavaleiro da Cruz de Ferro 12 de agosto de 1944 |